# Chris Weinke
(en) Statistiques sur pro-football-reference
Christopher Jon Weinke, né le 31 juillet 1972 à Saint Paul, est un joueur américain de football américain et de baseball. Quarterback, il a joué professionnellement pour les Panthers de la Caroline (2001-2006) et les 49ers de San Francisco (2007) après avoir joué au niveau universitaire pour les Seminoles de Florida State, remportant plusieurs prix, dont le trophée Heisman 2000. Il joua aussi au baseball dans les ligues mineures en baseball occupant le poste de première base.

## Biographie

### Jeunesse
Chris Weinke naît le 31 juillet 1972 à Saint Paul dans le Minnesota. Il fait d'abord ses études à la Cretin-Derham Hall High School, jouant dans trois équipes du lycée: football américain, baseball où il évolue au poste de première base et enfin le hockey sur glace où il est capitaine. Lors de sa dernière année de lycée, il est nommé meilleur joueur préparatoire (c'est-à-dire jouant dans un lycée) dans le Minnesota et est nommé dans la sélection All-américa; il est bientôt considéré comme un des meilleurs quarterback à ce niveau dans le pays.

### Échec dans le monde du Baseball
Après ses années lycée, il ne rentre pas dans une université décidant de s'engager avec les St. Catharines Blue Jays en 1991, équipe évoluant en New York - Penn League une Ligue mineure de baseball, affilié avec les Blue Jays de Toronto. Il quitte l'équipe pour les Blue Jays de Myrtle Beach en 1992 en Carolina League avant de jouer pour les équipes de Blue Jays de Dunedin (Florida State League), Smokies de Knoxville (Southern League) et enfin les Syracuse Chiefs en Ligue internationale. Après ses six années sans être accepté par les Blues Jays de Toronto, il décide de rentrer à l'université d'État de Floride contre toute attente.

### Succès avec les Seminoles
Alors qu'il a 25 ans, Weinke s'inscrit à l'université d'État de Floride et intègre l'équipe de football américain de l'université au poste de quarterback. Lors de la saison 1998, les Seminoles emmenés par Weinke affichent une score de 9-1; l'université devient champion national notamment grâce à une victoire sur les Hokies de Virginia Tech de Michael Vick. En 2000, il devient le plus vieux joueur à remporter le trophée Heisman à l'âge de 28 ans. Il bat de nombreux records dont celui du nombre de yards parcourus sur des passes et devient le septième étudiant des Séminoles à voir son maillot (le no 16) retiré par l'université.

### National Football League

#### Drafté chez les Panthers de la Caroline
Weinke est sélectionné au quatrième tour du draft de 2001 en 106e choix par les Panthers de la Caroline. Dès son arrivée, Weinke joue quinze des seize matchs de la saison 2001 des Panthers mais la saison est la pire de l'histoire de la franchise qui aligne 1-15 et Weinke donnant onze passes pour touchdowns et 13 balles interceptées. Néanmoins, il bat le record du plus grand nombre de passes tenté par n'importe quelle recrue avec trente-six par match. Il devient un quartback remplaçant et rentre quelquefois en cours de match. Après avoir disputé trois matchs en octobre 2002, il doit attendre le 16 octobre 2005 pour rejouer avec les Panthers prenant la place de Jake Delhomme, blessé lors d'un match contre les Lions de Détroit ; à noter que lors de ce match, Weinke délivre une passe pour Ricky Proehl pour offrir la victoire à la Caroline 21-20.
Bien qu'il reste sur le banc, il prolonge son contrat avec les Panthers durant l'inter-saison 2006. En 2006, il devient quarterback titulaire le temps de trois matchs pour une nouvelle remplacé Delhomme forfait. Il bat le record de yards sur un match pour les Panthers avec 423 yards, battant le record de Steve Beuerlein(373 yards).

#### Fin de carrière avec les 49ers
Le 12 décembre 2007, les 49ers de San Francisco engagent Weinke après les blessures de Alex Smith et Trent Dilfer pour commencer le match contre les Browns de Cleveland, dernier match de la saison 2007, match perdu 20-7. La franchise de San Francisco ne prolonge pas le contrat de Weinke.

## Après le football
Il vit aujourd'hui avec sa famille à Austin et est le vice-président en marketing et en planification d'événement pour Triton Financial.